# Little Petherick
Little Petherick är en by i civil parish St. Issey, i distriktet Cornwall, i grevskapet Cornwall i England. Byn är belägen 8 km från Wadebridge. Little Petherick var en civil parish fram till 1934 när blev den en del av St Issey. Civil parish hade 178 invånare år 1931.